# Cerkiew Świętych Apostołów Piotra i Pawła w Samogródzie
Cerkiew pod wezwaniem Świętych Apostołów Piotra i Pawła – prawosławna cerkiew parafialna w Samogródzie. Należy do dekanatu Sokółka diecezji białostocko-gdańskiej Polskiego Autokefalicznego Kościoła Prawosławnego.

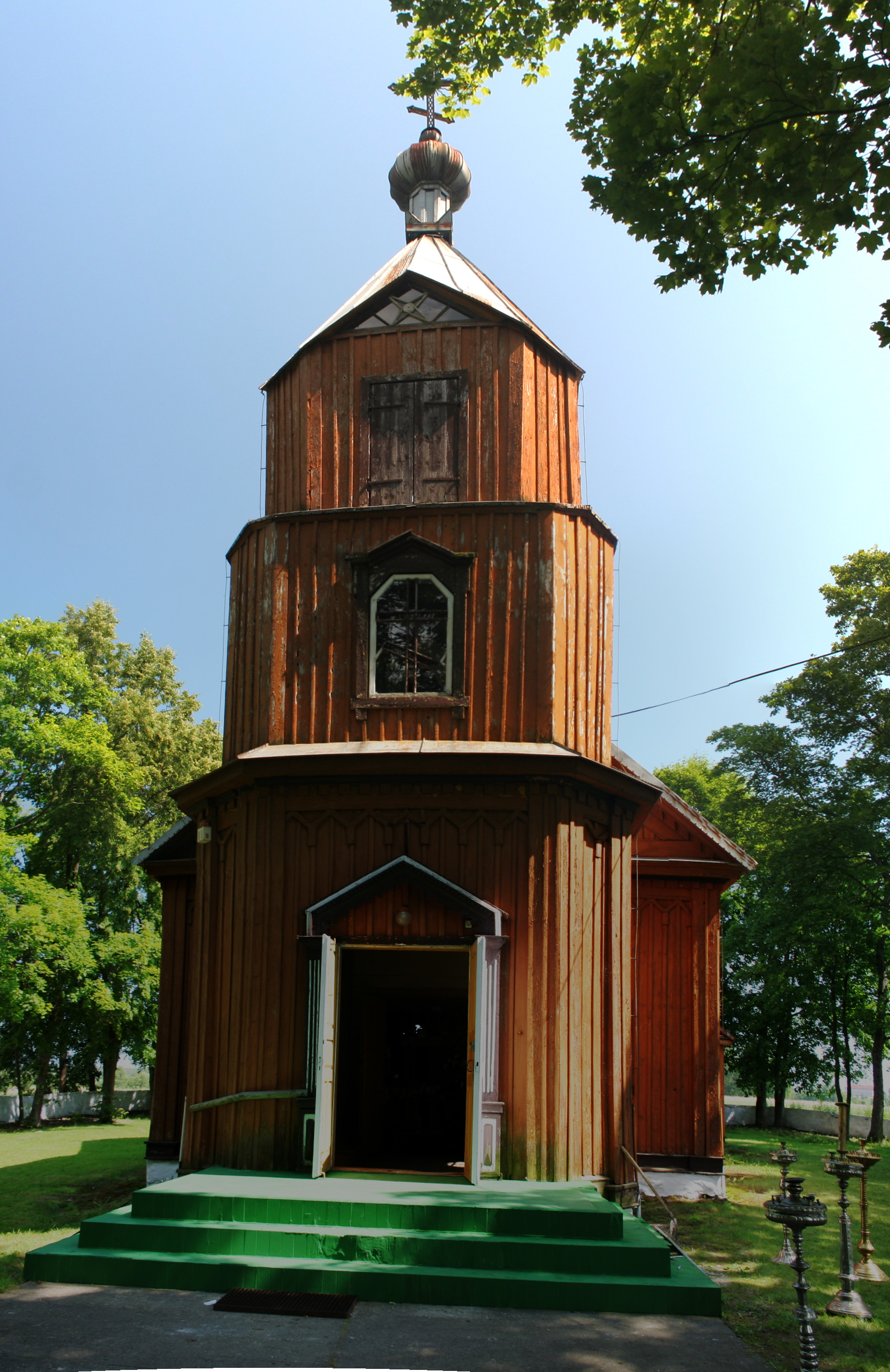
Cerkiew od frontu

Cerkiew wzniesiono w 1867 r., na miejscu dawnej pounickiej świątyni, z której rozbiórki wybudowano kaplicę filialną w Wierzchlesiu.  Jest to budowla drewniana, o konstrukcji zrębowej, jednonawowa, z boczną zakrystią przy prezbiterium. Nad kruchtą 3-kondygnacyjna wieża zwieńczona ostrosłupowym hełmem. Dachy cerkwi blaszane. Nad nawą ośmioboczna wieżyczka z niewielkim baniastym hełmem na cylindrycznej podstawie. Obok cerkwi znajduje się drewniana dzwonnica z 1898 r.
Od 2010 r. świątynia jest sukcesywnie remontowana. W 2017 r. otrzymała pięć nowych dzwonów, które 15 października poświęcił biskup supraski Andrzej.
Po zakończeniu remontu elewacji cerkiew została 12 lipca 2021 r. poświęcona przez arcybiskupa białostockiego i gdańskiego Jakuba. W tym samym roku ukończono remont bramy wjazdowej oraz kamiennego muru okalającego cerkiewną posesję. W następnych latach Rządowy Program Odbudowy Zabytków objął restaurację wnętrza świątyni.